# Liste des évêques d'Uyo
Liste des évêques d'Uyo
(Dioecesis Uyoensis)

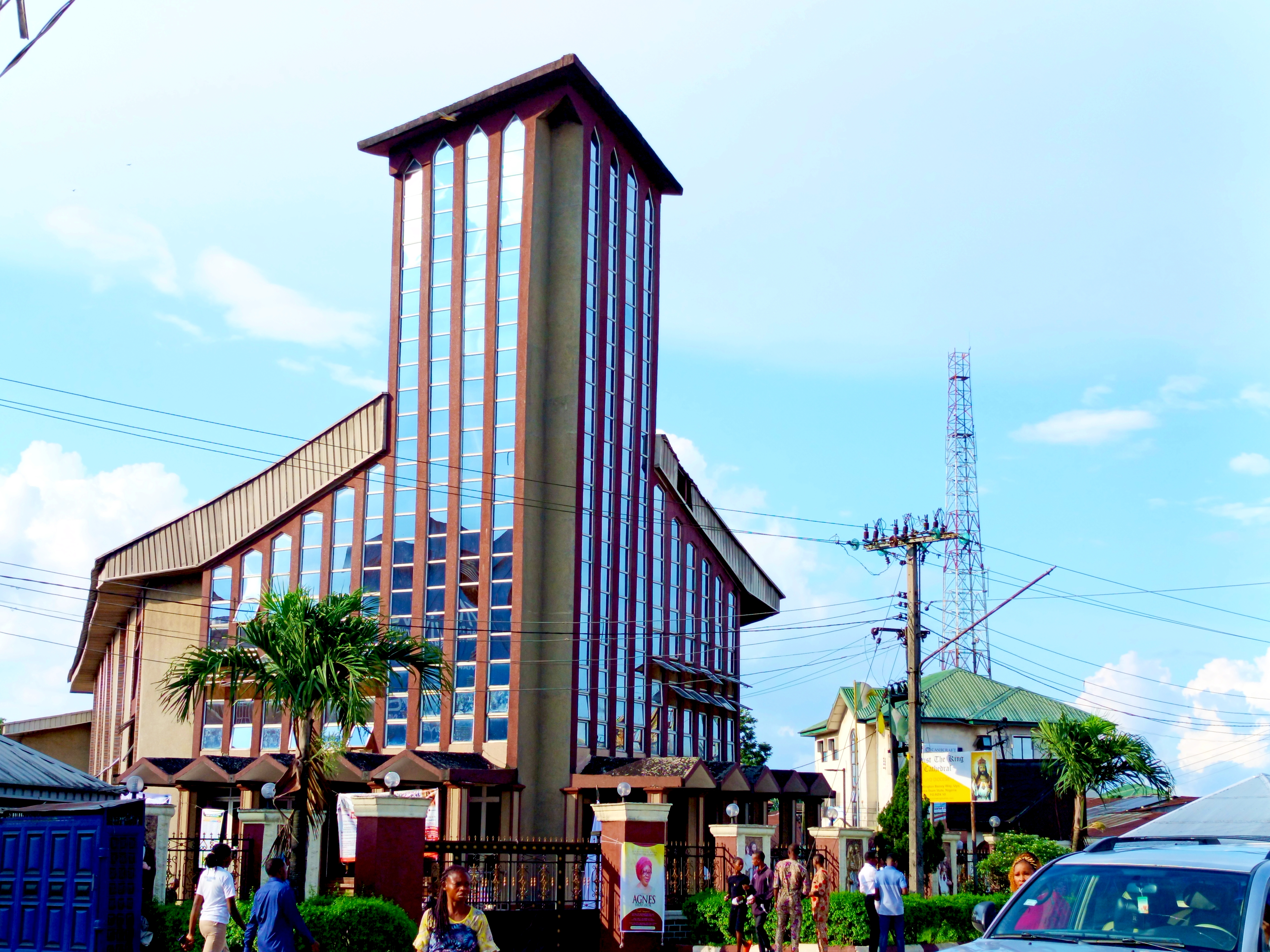
Cathédrale Christ-Roi à Uyo

L'évêché nigérian d'Uyo est créé le 4 juillet 1989 par détachement de celui de Calabar.

## Sont évêques
- depuis le 4 juillet 1989 : Joseph Ekuwem (Joseph Effiong Ekuwem)

## Sources
- L'ANNUAIRE PONTIFICAL, sur le site http://www.catholic-hierarchy.org, à la page